# TG24
TG24 – specjalna edycja 24 koncertów zespołu Throbbing Gristle wydana w grudniu 2002 r. przez Mute Records. Jest to swojego rodzaju reedycja: TG wydało w latach siedemdziesiątych taki sam zestaw nagrań, lecz na kasetach magnetofonowych, 24 Hours of TG, zapakowanych w teczkę. Obecna wersja została wydana na 24 płytach kompaktowych.

## Spis koncertów + numer w kataloguIndustrial Records
- IRCD02 ICA, Londyn.
- IRCD03 Air Gallery and Winchester.
- IRCD04 Nags Head, High Wycombe.
- IRCD05 Brighton Polytechnic.
- IRCD06 Nuffield Theatre, Southampton.
- IRCD07 Rat Club, Londyn.
- IRCD08 Highbury Roundhouse, Londyn.
- IRCD09 Art School, Winchester.
- IRCD10 The Rat Club, Londyn.
- IRCD11 Brighton Polytechnic.
- IRCD12 Architectural Association, Londyn.
- IRCD13 Goldsmith's College, Londyn.
- IRCD14 Industrial Training College, Wakefield.
- IRCD15 Londyn Film-makers' Co-op.
- IRCD16 The Cryptic One Club, Londyn.
- IRCD17 Centro Iberico, Londyn.
- IRCD18 Ajanta Cinema, Derby.
- IRCD19 Sheffield University.
- IRCD20 The Factory, Manchester.
- IRCD21 Guild Hall, Northampton.
- IRCD22 YMCA, Londyn.
- IRCD24 Butlers Wharf, London.
- IRCD25 Leeds Fan Club.
- IRCD26 Scala Cinema, Londyn.
- IRCD29. Goldsmith's College, Londyn.